# Лехен, Тууре
Тууре Вальдемар Лехен (фин. Tuure Valdemar Lehén, в Советском Союзе Тууре Иванович Лехен, 28 апреля 1893 — 12 октября 1976) — финский и советский общественный и политический деятель, философ, журналист и переводчик.

## Биография
Родился в Йямсянкоски. Сын столяра. Окончил реальное училище в Хельсинки. В 1913 году вступил в Социал-демократическую партию Финляндии, активно сотрудничал в партийных печатных изданиях. В 1915 году поступил в Хельсинкский университет, где изучал философию, историю и лингвистику. Работал журналистом, активно участвовал в революционном рабочем движении, стал секретарём Юрьё Сиролы.
После Февральской революции в России переехал в Москву, где работал корреспондентом финской газеты «Социал-демократ». Во время гражданской войны в Финляндии являлся секретарём революционного правительства, работал вместе с Отто Куусиненом и Куллерво Маннером. В августе 1918 года — в Советской России, где принимает участие в создании Коммунистической партии Финляндии. В том же году вступил в РКП(б).
В 1918—1925 годах служил в рядах Красной Армии. Окончил Первые курсы комсостава в Москве, в 1919—1920 годах — на Северном фронте, участвовал в боевых действиях на мурманском направлении, под Петрозаводском, на островах Онежского озера, Шунгском полуострове, на медвежьегорском и ребольском направлениях как командир отдельной горной батареи и исполняющий обязанности политкомиссара 6-го стрелкового полка (де-факто — финская стрелковая дивизия). После окончания Гражданской войны учился в Военной академии РККА, которую окончил в 1924 и поступил в распоряжение Реввоенсовета «для особых поручений».
В 1923 году женился на Хертте Куусинен, дочери Отто Куусинена. Брак распался в 1933 году.
В 1925—1926 под псевдонимом Лангер нелегально работал в Германии инструктором военного аппарата КПГ. В этот период совершал поездки в Чехословакию и Австрию для оказания помощи в военной работе компартиям этих стран.
Вернувшись в Москву в 1927 году, назначен руководителем Центральной военно-политической школы Исполнительного комитета Коммунистического интернационала.
В 1930 году прошёл специальную подготовку в Международной ленинской школе.
С началом гражданской войны в Испании записался добровольцем в ряды интернациональных бригад, являлся начальником штаба одной из интербригад, затем дивизии. В 1938—1939 годах — редактор издательства «Литература на иностранных языках» (Москва).
Во время Зимней войны был назначен министром внутренних дел народного правительства Финляндии. Хорошо знал Тойво Антикайнена.
В 1940 году был назначен ректором Карело-Финского государственного университета, открывшегося в Петрозаводске.
Избирался депутатом Верховного Совета СССР I созыва (16.6.1940 — 1946, член Совета Национальностей от Карело-Финской АССР).
Работал главным редактором государственного издательства Карело-Финской ССР.
В первые дни Великой Отечественной войны ушёл на фронт. По данным западных спецслужб, руководил разведывательно-диверсионной сетью, действовавшей против морских судов противника, а также редактировал газету «Голос солдата» на финском языке, предназначенную для пропаганды в рядах финской армии. Приказом по Карельскому фронту от 4 февраля 1943 г. подполковник Т. Лехен был награжден орденом Красной Звезды за создание газеты для войск противника на финском языке и работу по составлению листовок для агитации войск противника.
В 1946 году вернулся на партийную работу в Финляндию. Важное место в его деятельности занимала литературная работа, в том числе и переводы на финский язык «Капитала» и других произведений Карла Маркса и Фридриха Энгельса. Тууре Лехен носил титул почётного доктора Московского государственного университета. Умер в Хельсинки.

## Книги
- Путь к победе: искусство вооруженного восстания. — Москва, 1924.
- Työväenluokan maailmankatsomus: Luentoja dialektisesta materialismista. 2. painos 1950. — Helsinki: Kansankulttuuri, 1950.
- Kommunismi ja kristinusko. 2. painos 1953. — Helsinki: Kansankulttuuri, 1951.
- Kansa ja valtio: Luentoja marxilaisen valtio-opin alkeista. — Helsinki: Kansankulttuuri, 1952.
- Työväenluokan maailmankatsomus: Luentoja dialektisesta materialismista. 3. uusittu ja täydennetty painos. — Kotka: [s.n.], 1959.
- Työväenluokan maailmankatsomus: Luentoja dialektisesta materialismista. 4. painos. — Helsinki: Kansankulttuuri, 1962.
- Materialisteja ja idealisteja: Tutustumisretki filosofian historiaan. — Helsinki: Kansankulttuuri, 1964.
- Työväenluokan maailmankatsomus: Luentoja dialektisesta materialismista. Työväenliikkeen tietokirjoja, Taskusarja. 5. painos. — 6. painos 1972. — 7. painos 1976. — Helsinki: Kansankulttuuri, 1971. ISBN 951-615-025-X